# Romain Métanire
Romain Métanire (Metz, 28 maart 1990) is een Malagassisch-Frans voetballer die doorgaans speelt als rechtsback. In januari 2025 verliet hij Spokane Velocity. Métanire maakte in 2018 zijn debuut in het Malagassisch voetbalelftal.

## Clubcarrière
Métanire speelde in de jeugdopleiding van FC Metz en bij die club speelde hij tussen 2008 en 2010 bij het belofteteam. De vleugelverdediger maakte zijn debuut voor het eerste elftal op 29 oktober 2010; toen er met 1–1 gelijkgespeeld werd tegen Clermont Foot mocht hij invallen voor Gaëtan Englebert. In 2016 maakte Métanire de overstap naar KV Kortrijk, waar hij zijn handtekening zette onder een verbintenis voor de duur van drie seizoenen. In de eerste seizoenshelft speelde de Fransman mee in achttien competitiewedstrijden. Na een halfjaar keerde Métanire echter terug naar Frankrijk, waar hij voor Stade Reims ging spelen. Twee jaar later trok Minnesota United de vleugelverdediger aan. Bij de Amerikaanse club vertrok hij begin 2023, waarna hij in september van dat jaar tekende voor RFC Seraing. Een half seizoen later verkaste hij naar Spokane Velocity.

## Interlandcarrière
Métanire maakte zijn debuut in het Malagassisch voetbalelftal op 9 september 2018, toen met 2–2 gelijkgespeeld werd tegen Senegal in een kwalificatiewedstrijd voor het AK 2019. Moussa Konaté opende de score namens de Senegalezen en Paulin Voavy maakte gelijk. Senegal kwam via Keita Baldé Diao voor de tweede maal op voorsprong en via een eigen doelpunt van Kalidou Koulibaly speelden de ploegen gelijk. Métanire mocht van bondscoach Nicolas Dupuis in de basiself beginnen en hij speelde de gehele wedstrijd mee.
| Interlands van Romain Métanire voor Madagaskar | Interlands van Romain Métanire voor Madagaskar | Interlands van Romain Métanire voor Madagaskar | Interlands van Romain Métanire voor Madagaskar | Interlands van Romain Métanire voor Madagaskar | Interlands van Romain Métanire voor Madagaskar | Interlands van Romain Métanire voor Madagaskar |
| №                                              | Datum                                          | Wedstrijd                                      | Uitslag                                        | Competitie                                     | Goals                                          |                                                |
| Als speler bij Stade Reims                     | Als speler bij Stade Reims                     | Als speler bij Stade Reims                     | Als speler bij Stade Reims                     | Als speler bij Stade Reims                     | Als speler bij Stade Reims                     | Als speler bij Stade Reims                     |
| ---------------------------------------------- | ---------------------------------------------- | ---------------------------------------------- | ---------------------------------------------- | ---------------------------------------------- | ---------------------------------------------- | ---------------------------------------------- |
| 1                                              | 9 september 2018                               | Madagaskar – Senegal                           | 2 – 2                                          | AK 2019 kwalificatie                           |                                                |                                                |
| 2                                              | 16 oktober 2018                                | Madagaskar – Equatoriaal-Guinea                | 1 – 0                                          | AK 2019 kwalificatie                           |                                                |                                                |
| 3                                              | 18 november 2018                               | Madagaskar – Soedan                            | 1 – 3                                          | AK 2019 kwalificatie                           |                                                |                                                |
| Als speler bij Minnesota United                |                                                |                                                |                                                |                                                |                                                |                                                |
| 4                                              | 23 maart 2019                                  | Senegal – Madagaskar                           | 2 – 0                                          | AK 2019 kwalificatie                           |                                                |                                                |
| 5                                              | 7 juni 2019                                    | Kenia – Madagaskar                             | 1 – 0                                          | Vriendschappelijk                              |                                                |                                                |
| 6                                              | 14 juni 2019                                   | Madagaskar – Montenegro                        | 1 – 3                                          | Vriendschappelijk                              |                                                |                                                |
| 7                                              | 22 juni 2019                                   | Guinee – Madagaskar                            | 2 – 2                                          | AK 2019                                        |                                                |                                                |
| 8                                              | 27 juni 2019                                   | Madagaskar – Burundi                           | 1 – 0                                          | AK 2019                                        |                                                |                                                |
| 9                                              | 30 juni 2019                                   | Madagaskar – Nigeria                           | 2 – 0                                          | AK 2019                                        |                                                |                                                |
| 10                                             | 7 juli 2019                                    | Madagaskar – Congo-Kinshasa                    | 2 – 2                                          | AK 2019                                        |                                                |                                                |
| 11                                             | 11 juli 2019                                   | Madagaskar – Tunesië                           | 0 – 3                                          | AK 2019                                        |                                                |                                                |
| 12                                             | 16 november 2019                               | Madagaskar – Ethiopië                          | 1 – 0                                          | AK 2021 kwalificatie                           |                                                |                                                |
| 13                                             | 19 november 2019                               | Niger – Madagaskar                             | 2 – 6                                          | AK 2021 kwalificatie                           |                                                |                                                |
| 14                                             | 12 november 2020                               | Ivoorkust – Madagaskar                         | 2 – 1                                          | AK 2021 kwalificatie                           |                                                |                                                |
| 15                                             | 17 november 2020                               | Madagaskar – Ivoorkust                         | 1 – 1                                          | AK 2021 kwalificatie                           |                                                |                                                |
| 16                                             | 24 maart 2021                                  | Ethiopië – Madagaskar                          | 4 – 0                                          | AK 2021 kwalificatie                           |                                                |                                                |
| 17                                             | 30 maart 2021                                  | Madagaskar – Niger                             | 0 – 0                                          | AK 2021 kwalificatie                           |                                                |                                                |
| 18                                             | 2 september 2021                               | Madagaskar – Benin                             | 0 – 1                                          | WK 2022 kwalificatie                           |                                                |                                                |
| 19                                             | 7 september 2021                               | Tanzania – Madagaskar                          | 3 – 2                                          | WK 2022 kwalificatie                           |                                                |                                                |
| 20                                             | 7 oktober 2021                                 | Congo-Kinshasa – Madagaskar                    | 2 – 0                                          | WK 2022 kwalificatie                           |                                                |                                                |
| 21                                             | 10 oktober 2021                                | Madagaskar – Congo-Kinshasa                    | 1 – 0                                          | WK 2022 kwalificatie                           |                                                |                                                |
| 22                                             | 11 november 2021                               | Benin – Madagaskar                             | 2 – 0                                          | WK 2022 kwalificatie                           |                                                |                                                |
| 23                                             | 14 november 2021                               | Madagaskar – Tanzania                          | 1 – 1                                          | WK 2022 kwalificatie                           |                                                |                                                |
| Als speler zonder club                         |                                                |                                                |                                                |                                                |                                                |                                                |
| 24                                             | 18 juni 2023                                   | Madagaskar – Ghana                             | 0 – 0                                          | AK 2023 kwalificatie                           |                                                |                                                |
| Als speler bij RFC Seraing                     |                                                |                                                |                                                |                                                |                                                |                                                |
| 25                                             | 14 oktober 2023                                | Madagaskar – Mauritanië                        | 1 – 2                                          | Vriendschappelijk                              |                                                |                                                |
| 26                                             | 17 november 2023                               | Ghana – Madagaskar                             | 1 – 0                                          | WK 2022 kwalificatie                           |                                                |                                                |
| 27                                             | 20 november 2023                               | Tsjaad – Madagaskar                            | 0 – 3                                          | WK 2022 kwalificatie                           |                                                |                                                |

Bijgewerkt op 12 maart 2025.

## Erelijst
| Competitie  |         |         |         |         |
| Competitie  | Aantal  | Jaren   |         |         |
| FC Metz     | FC Metz | FC Metz | FC Metz | FC Metz |
| ----------- | ------- | ------- | ------- | ------- |
| Ligue 2     | 1       | 2013/14 |         |         |
| Stade Reims |         |         |         |         |
| Ligue 2     | 1       | 2017/18 |         |         |